# 원한의 일월도
《원한의 일월도》는 1962년 공개된 대한민국의 영화이다.

## 배역
- 신영균
- 최은희
- 남궁원
- 신성일
- 박암
- 황정순
- 김승호
- 한미나
- 최남현
- 장민호